# اللوتا بور 2 (أولاد حسون حمري)
اللوتا بور 2 هي إحدى مشيخات المملكة المغربية، تتبع جغرافيا لإقليم الرحامنة وإداريًا لأولاد حسون حمري. يقدر عدد سكانها بـ 8554 نسمة حسب الإحصاء الرسمي للسكان والسكنى لسنة 2004.